# XVIII. Zimske olimpijske igre – Nagano 1998.
XVIII. Zimske olimpijske igre - Nagano 1998.
XVIII. Zimske olimpijske igre su održane 1998. godine u Naganu, u Japanu. MOO je za domaćina izabrao Nagano u konkurenciji gradova u kojoj su bili Aosta, Jaca, Östersund i Salt Lake City.
U program igara je uveden hokej na ledu za žene, curling i snowboard. Po prvi puta u natjecanje hokeja na ledu su bili uključeni profesionalci iz NHL profesionalne sjevernoameričke lige, što je dignulo kvalitetu i interes za olimpijski hokejaški turnir. Da bi to bilo moguće NHL liga je dogovorila tro-tjednu pauzu u natjecanjima, te su se profesionalni hokejaši mogli priključiti nacionalnim momčadima za ZOI.
U natjecateljskom programu su se posebno istaknuli sljedeći natjecatelji i momčadi:
- Trkač na skijama Bjørn Dæhlie iz Norveške je osvojio tri zlatne medalje. Time je uz ranije osvojene medalje na prethodnim ZOI postao prvi trkač kojemu je uspjelo osvojiti čak osam zlatnih te ukupno 12 olimpijskih medalja.
- Tara Lipinski, tada stara 15 godina, postala je najmlađi osvajač zlatne medalje na ZOI u nekoj pojedinačnoj disciplini. Ona je pobjedu ostvarila u umjetničkom klizanju.
- Alpski skijaš Hermann Maier (Austrija) je nakon teškog pada u spustu uspio osvojiti zlatne medalje u superveleslalomu i veleslalomu.
- Klizači iz Nizozemske Gianni Romme i Marianne Timmer su osvojili po dvije zlatne medalje; ukupno 5 od 10 medalja u tom športu je pripalo natjecateljima iz Nizozemske.
- Natjecatelj u snowboardu Ross Rebagliati je osvojio zlato, nakon što je prvotno bio dikvalificiran zbog upotrebe marihuane, ali je kazna naknadno ukinuta.
- U hokeju na ledu se očekivao dobar nastup profesionalaca iz Kanade i SAD-a, međutim sve je iznenadila Češka koja je u finalu pobijedila Rusiju, dok su treći bili Finci. Favorizirani Kanađani su bili tek četvrti, a momčad SAD-a je doživjela debakl ostvarivši samo jednu pobjedu na turniru.

## Hrvatska na ZOI u Naganu 1998.
Hrvatska je na ovim Igrama nastupila sa šestero športaša, više o tom nastupu pogledajte u članku Hrvatska na ZOI 1998.

## Popis športova
| - alpsko skijanje - biatlon - bob - brzo klizanje - brzo klizanje na kratkim stazama - curling |  | - hokej na ledu - nordijsko skijanje: - skijaško trčanje - nordijska kombinacija - skijaški skokovi |  | - sanjkanje - slobodno skijanje - snowboard - umjetničko klizanje |

## Popis podjele medalja
(medalje domaćina posebno istaknute)
| Zimske olimpijske igre Nagano 1998. |                  |       |        |        |       |
| Plasman                             | Država           | Zlato | Srebro | Bronca | Total |
| 1                                   | Njemačka         | 12    | 9      | 8      | 29    |
| 2                                   | Norveška         | 10    | 10     | 5      | 25    |
| 3                                   | Ruska Federacija | 9     | 6      | 3      | 18    |
| 4                                   | Kanada           | 6     | 5      | 4      | 15    |
| 5                                   | SAD              | 6     | 3      | 4      | 13    |
| 6                                   | Nizozemska       | 5     | 4      | 2      | 11    |
| 7                                   | Japan            | 5     | 1      | 4      | 10    |
| 8                                   | Austrija         | 3     | 5      | 9      | 17    |
| 9                                   | Južna Koreja     | 3     | 1      | 2      | 6     |
| 10                                  | Italija          | 2     | 6      | 2      | 10    |
| 11                                  | Finska           | 2     | 4      | 6      | 12    |
| 12                                  | Švicarska        | 2     | 2      | 3      | 7     |
| 13                                  | Francuska        | 2     | 1      | 5      | 8     |
| 14                                  | Češka            | 1     | 1      | 1      | 3     |
| 15                                  | Bugarska         | 1     | 0      | 0      | 1     |
| 16                                  | Kina             | 0     | 6      | 2      | 8     |
| 17                                  | Švedska          | 0     | 2      | 1      | 3     |
| 18                                  | Danska           | 0     | 1      | 0      | 1     |
| 18                                  | Ukrajina         | 0     | 1      | 0      | 1     |
| 20                                  | Bjelorusija      | 0     | 0      | 2      | 2     |
| 20                                  | Kazahstan        | 0     | 0      | 2      | 2     |
| 22                                  | Australija       | 0     | 0      | 1      | 1     |
| 22                                  | Belgija          | 0     | 0      | 1      | 1     |
| 22                                  | Velika Britanija | 0     | 0      | 1      | 1     |
|                                     | Ukupno           | 69    | 68     | 68     | 205   |